# ستيف كاكياتوري
ستيف كاكياتوري (بالإنجليزية: Steve Cacciatore)‏ هو لاعب كرة قدم أمريكي في مركز الهجوم، ولد في 1 مايو 1954 في سانت لويس في الولايات المتحدة. لعب مع سانت لويس ستارز.